# Jungle War Stories
Jungle War Stories est une des nouvelles revues de Dell Comics lancée à la suite de la séparation d’avec Western Publishing, dont le concept était original mais qui va vite s’avérer être un plaidoyer pro domo pour l’action américaine au Viêt Nam.

## Rapide historique
Dans sa masse de publications, Dell a peu misé sur les récits de guerre. Alors que quasiment toute la presse des comics avait abondamment mis en scène la guerre de Corée, ce groupe n’en avait pas parlé. Fin 1961, début 1962, les points chauds du globe sont incontestablement le Congo (ex-belge) et le Viêt Nam. Fin 1961, 25 Américains sont déjà morts au Viêt Nam depuis 1956. 53 autres tomberont en 1962, mais la guerre n’a pas vraiment commencé. L’affaire, au moins au niveau des Américains, se cantonne encore à la constitution de villages fortifiés (strategic hamlet program) et à la sécurisation des bases.
Dell a donc l’idée de constituer une revue basée sur les guerres dans la jungle. Les guerres dans cette nature hostile ne manquant pas au fil de l’histoire on s’attend donc à une variété d’époque et de situations.
De fait le premier numéro propose cinq histoires contemporaines situées dans trois zones géographiques différentes. Deux se situent en Indochine, deux autres au Congo et la dernière, surprise, évoque la prise des enclaves portugaises par les troupes indiennes en 1961. Cette originalité disparaît complètement dès le deuxième numéro. L’action sera dorénavant cantonnée au Viêt Nam et avec les seuls Américains.
Le capitaine Duke Larsen, le sergent Cactus Kane et le soldat Mike Williams seront tour à tour ou encore ensemble les héros de 42 des 45 histoires. Ils sont encore présents dans les douze histoires et 92 planches de Guerrilla War. En effet la revue Jungle War Stories change de nom après le numéro 11 d'avril 1965 et devient Guerrilla War, laquelle continue d'ailleurs la numérotation de Jungle War Comics.

## Publications

### Avec le titreJungle War Stories

#### #1 – juillet 1962
1.	Requiem for a Red… – 8 planches 

Dessins : Bill Fraccio

Histoire se déroulant au Viêt Nam et mettant en scène le sergent Cactus Kane et le soldat Mike Williams.

2.	Doomsday Flight – 6 planches

Dessins : George Evans 

L’action se déroule au Congo au sein des Casques Bleus. Avec Sean O’Brien et Joe Navarro.

3.	Vietnam Vengeance – 6 planches

Dessins : Reed Crandall

Toujours avec Cactus Kane et Mike Williams et donc toujours au Viêt Nam

4.	When Ghost Guns Fly… – 6 planches

Dessins : George Evans

Toujours au Congo et toujours avec Sean O’Brien et Joe Navarro.

5.	The Glory Road – 6 planches

Dessins : ?

L’action se déroule en 1961 lors de l’opération Vijay, laquelle consistait pour les troupes indiennes à récupérer de force les territoires portugais aux Indes (Daman, Diu et surtout Goa, la capitale des comptoirs portugais dans le sous-continent). Ce ne fut pas une guerre d’opérette puisqu’une soixantaine de soldats payèrent de leur vie un combat d’un autre âge puisque, en l’absence d’hinterland, les possessions lusitaniennes étaient indéfendables.

#### #2 – janvier 1963
Tous les scénarios sont dus à Carl Memling et les dessins à Maurice Whitman.

Tous les histoires se déroulent au Viêt Nam et toujours avec Cactus Kane et Mike Williams.

6.	Day of Reckoning… – 8 planches 

7.	A Walk in the Sun – 8 planches

8.	Silence at Station 7 – 8 planches

9.	Viet Nam Death-Date – 8 planches

#### #3 – avril 1963
Tous les scénarios sont dus à Carl Memling et les dessins à Maurice Whitman, sauf indication contraire.

10.	Scorpion in the Haystack! – 8 planches (Dessins : Joe Sinnott)

11.	Operation Mongrel! – 8 planches

12.	The Dance of Death! – 6 planches

13.	The Reluctant Hero! – 6 planches

#### #4 – avril 1963
Tous les scénarios sont dus à Carl Memling et les dessins à Maurice Whitman, sauf indication contraire.

14.	Violence In The Air – 10 planches (Dessins : Joe Sinnott)

15.	Mission: Strangle – 7 planches

16.	M-U-D Spells Disaster – 8 planches

17.	The Year of the Cat – 6 planches

#### #5 – octobre 1963
Tous les scénarios sont dus à Carl Memling et les dessins à Maurice Whitman, sauf indication contraire.

18.	Ring of Fire! – 10 planches (Dessins : Joe Sinnott)

19.	Run, Yank - Run!– 8 planches

20.	Switcheroo! – 8 planches (Dessins : Joe Sinnott)

21.	The Village Dunces – 4 planches

#### #6 – octobre 1963
Tous les dessins sont dus à Joe Sinnott, le ou les scénaristes restant inconnus.

22.	Target for Killers – 12 planches 

23.	Fear In The Delta – 8 planches

24.	Behind The Bamboo Wall – 7 planches 

25.	More Deadly Than The Male – 4 planches

#### #7 – octobre 1963
Tous les dessins sont dus à Maurice Whitman, le ou les scénaristes restant inconnus.

26.	Save or Be Saved – 9 planches 

27.	Deadly Masquerade – 9 planches

28.	Roger's Dodgers – 9 planches 

29.	The Scholar – 4 planches

#### #8 – juillet 1964
Tous les dessins sont dus à Charles Nicholas, le ou les scénaristes restant inconnus.

30.	Call from a Cripple – 10 planches 

31.	Surprise Party – 8 planches

32.	Star-Studded Blockbuster! – 9 planches 

33.	The Village Idiot! – 4 planches

#### #9 – juillet 1964
Scénaristes et dessinateurs inconnus.

34.	The Enemy Has Many Faces – 11 planches

35.	The Day the Swamp Ran Red – 8 planches

36.	Objective: One VIP – 8 planches 

37.	War Without Bullets– 4 planches

#### #10 – janvier 1965
Tous les dessins sont dus à Maurice Whitman, le ou les scénaristes restant inconnus.

38.	Hit and Run – 11 planches 

39.	Curiosity Can Kill Cool Cats – 8 planches

40.	Ambush and Destroy – 7 planches 

41.	One Is a Traitor – 4 planches

#### #11 – avril 1965
Scénaristes et dessinateurs inconnus.

42.	The Big Blow-Up – 11 planches 

43.	Pinch The Devil – 8 planches

44.	Dragon From The Sky – 8 planches 

45.	Face of the Enemy – 4 planches

### Avec le titreGuerilla War

#### #12 juillet 1965
Dessins de George Tuska sauf pour la dernière histoire
1.	Die By Water Or By Fire – 9 planches
2.	Frontal Assault – 8 planches
3.	Peril In Saigon – 9 planches
4.	Big Surprise – 5 planches

#### #13 décembre 1965
Scénario : Carl Memling Dessins : Dick Giordano
- 5.	Strike Force One – 11 planches
- 6.	Head-On Assault – 8 planches
- 7.	Kill The Hawk! – 8 planches
- 8.	Surprise Attack – 4 planches

#### #14 mars 1966
9.	Death From Below! – 9 planches
10.	Guerrilla Bait! – 8 planches
11.	End of the Rope! – 10 planches
12.	The Brainless Ones! – 3 planches